# Sled (graf)
Sled v grafu je posloupnost vrcholů taková, že mezi každými dvěma po sobě jdoucími je hrana.
Orientovaný sled v orientovaném grafu je posloupnost vrcholů {\displaystyle v_{1},v_{2}...,v_{n}} taková, že pro každé dva vrcholy {\displaystyle v_{i},v_{i+1}} existuje orientovná hrana vedoucí z vrcholu {\displaystyle v_{i}} do vrcholu {\displaystyle v_{i+1}}.

## Definice
Uvažujme graf {\displaystyle G=<H,U,i>} s posloupností uzlů ({\displaystyle u}), hran ({\displaystyle h}) a (v případě orientovaného sledu orientovanou) incidencí ({\displaystyle i}) {\displaystyle <u_{0},h_{1},u_{1},h_{2},u_{2},...,h_{n-1},u_{n-1},h_{n},u_{n}>}. Tuto posloupnost nazýváme sledem mezi uzly {\displaystyle u_{0}} a {\displaystyle u_{n}}.
Uzly {\displaystyle u_{0}} a {\displaystyle u_{n}} jsou krajními uzly. Zbylé uzly sledu nazýváme uzly vnitřními. Číslo {\displaystyle n} nazýváme délkou sledu.
Pokud jsou uzly {\displaystyle u_{0}} a {\displaystyle u_{n}} shodné, tak sled nazýváme uzavřeným. V opačném případě jde o sled otevřený.